# 아시카가역
아시카가역(일본어: 足利駅)은 일본 도치기현 아시카가시에 위치한 동일본 여객철도 료모 선의 역이다.

## 역 구조
상대식 승강장 2면 2선의 지상역이다. 두 플랫폼은 과선교에서 연결된다. 과거는 혼합식 승강장 2면 3선이었으나 섬식 승강장 안쪽(옛 2번 선)의 선로와 가선은 철거되었다. 2010년 3월에 엘리베이터가 설치되어 배리어 프리화가 완성되었다. 현역사는 1933년에 완성한 쇼와 초기에 료모 선의 주요 역에 들어선 서양식 목조 건축의 역사의 하나이다. 또한, 2번 선로 이남 과선교와 남쪽 출입구 건물 및 남북 방향의 개찰 외에 설치된 공중 화장실은 아시카가 시청이 소유한다.
북쪽 입구에는 자동 개찰기, 남쪽에는 Suica 간이 개찰기가 설치되어 있다.

### 승강장
| 1 | ■ 료모 선 | 하행 | 사노・도치기・오야마 방면               |
| 2 | ■ 료모 선 | 상행 | 기류・이세사키・마에바시・다카사키 방면 |

## 이용 현황
| 승차 인원 추이 | 승차 인원 추이 |
| 연도           | 1일 평균       |
| -------------- | -------------- |
| 2000           | 4,189          |
| 2001           | 4,045          |
| 2002           | 3,852          |
| 2003           | 3,773          |
| 2004           | 3,586          |
| 2005           | 3,502          |
| 2006           | 3,417          |
| 2007           | 3,330          |
| 2008           | 3,295          |
| 2009           | 3,267          |
| 2010           | 3,318          |
| 2011           | 3,305          |
| 2012           | 3,373          |
| 2013           | 3,471          |
| 2014           | 3,366          |
| 2015           | 3,386          |

## 역 주변
- 국도 제293호선
- 아시카가 시청
- 아시카가 시립 미술관
- 와타라세 강
- 도부 철도 이세사키 선 아시카가시 역

## 사진

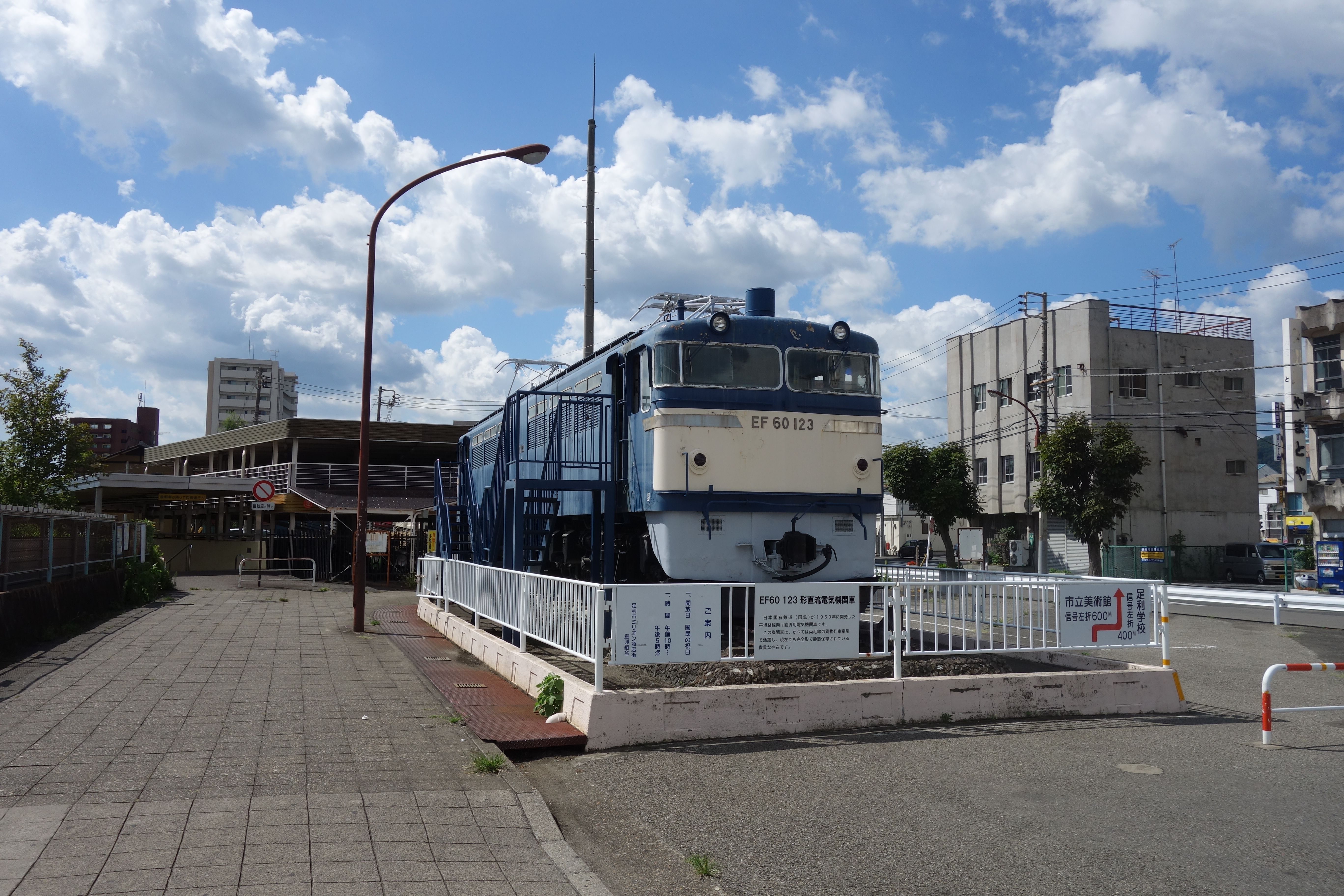
역 북쪽에 정태 보존되어 있는 EF60-123

## 인접역
| 동일본 여객철도 ■ 료모 선    | 동일본 여객철도 ■ 료모 선 | 동일본 여객철도 ■ 료모 선       |
| ---------------------------- | ------------------------- | ------------------------------- |
| 야마마에 기류・마에바시 방면 |                           | 아시카가 플라워파크 오야마 방면 |